# Jim Ray
James E. Ray, detto Jim (12 gennaio 1934 – 20 luglio 1987), è stato un cestista statunitense, professionista nella NBA.

## Carriera
Venne scelto al quinto giro del Draft NBA 1956 (37ª scelta assoluta) dai Syracuse Nationals. Con Syracuse disputò 4 partite nel 1956-57 e 4 nel 1959-60, segnando un totale di 9 punti.